# Metoda równań wielomianowych
Metoda równań wielomianowych (ang. polynomial design) – metoda stosowana w teorii sterowania do projektowania układów z regulatorami i korektorami (kompensatorami) wykorzystująca równania wielomianowe.

## Wstęp
Synteza układu metodą równań wielomianowych składa się zwykle z dwóch odrębnych faz:
- określenia pożądanej charakterystyki układu,
- dostrojenia układu tak by odznaczał się pożądaną charakterystyką.

Metoda polega na opisaniu układu za pomocą wielomianów. Korzysta się przy tym z transmitancji i określa równanie ujmujące odpowiednie współczynniki tak, by można znaleźć potrzebne wartości. Wykonuje się to celem uzyskania możliwości odpowiedniego lokowania biegunów układu w pożądanej lokalizacji. Innymi słowy chodzi o uzyskanie takiej modyfikacji charakterystyk układu, by charakterystyki te stały się zgodne z charakterystykami pożądanymi. Aby można było zastosować taką metodę, układ musi być w pełni sterowalny i obserwowalny. Jeśli któryś z tych warunków nie jest spełniony, to metoda nie może być zastosowana w sposób bezpośredni.
Zakłada się, że obiekt jest dany i nie podlega zmianom. Aby odpowiednio zmodyfikować charakterystyki układu, należy zaprojektować człon regulatora, który sprawi, że system będzie działał zgodnie z ustaloną specyfikacją. Ponieważ regulator jest projektowany „na żądanie”, charakterystyka regulatora może być dobrana w sposób arbitralny (w granicach fizycznej realizowalności).

## Opis układu za pomocą wielomianów
Niech dany będzie obiekt {\displaystyle G(s)} i regulator {\displaystyle C(s).} Zarówno regulator, jak i obiekt są właściwe (można je opisać transmitancją właściwą), licznik i mianownik ich transmitancji to wielomiany moniczne. Dany jest rząd {\displaystyle n} obiektu {\displaystyle G(s)} i nie można tego rzędu zmienić. Zadanie polega na odpowiednim zaprojektowaniu regulatora {\displaystyle C(s)} rzędu {\displaystyle m.} Transmitancje obiektu i regulatora można więc zapisać:
{\displaystyle G(s)={\frac {b(s)}{a(s)}},}
{\displaystyle C(s)={\frac {B(s)}{A(s)}}.}
Syntetyzowany układ {\displaystyle H(s)} będzie opisany transmitancją:
{\displaystyle H(s)=C(s)G(s)={\frac {B(s)b(s)}{A(s)a(s)+B(s)b(s)}},}
równanie charakterystyczne przyjmie wówczas postać:
{\displaystyle \alpha _{H}(s)=A(s)a(s)+B(s)b(s).}
Obiekt jest dany, więc znane są {\displaystyle a(s)} i {\displaystyle b(s),} ale {\displaystyle A(s)} i {\displaystyle B(s)} opisują część regulatora, którą należy skonfigurować. Aby dobrać wartości w {\displaystyle A(s)} i {\displaystyle B(s),} należy określić pożądane charakterystyki układu. Pożądana charakterystyka określona zostanie przez {\displaystyle D(s).} Teraz, aby skonfigurować regulator tak, by odpowiadał pożądanej charakterystyce, należy rozwiązać równanie diofantyczne:
{\displaystyle D(s)=A(s)a(s)+B(s)b(s).}

## Przykład
Rozważmy przykład dla układu drugiego rzędu. Niech dany będzie układ opisany przez {\displaystyle G(s),} a celem jest zaprojektowanie układu regulacji nadążnej, którego pożądana charakterystyka dana jest przez {\displaystyle D(s).} {\displaystyle G(s)} i {\displaystyle D(s)} zdefiniowane są następująco:
{\displaystyle G(s)={\frac {1}{s^{2}-1}},}
{\displaystyle D(s)=(s+2)^{3}=s^{3}+6s^{2}+12s+8.}
Rząd rozważanego obiektu to {\displaystyle n=2,} co znaczy, że aby istniało jednoznaczne rozwiązanie, regulator musi być regulatorem rzędu {\displaystyle m=1.} Ponadto pożądana charakterystyka ma rząd {\displaystyle n+m=3.} Regulator przypomina regulator PID i ma postać:
{\displaystyle C(s)={\frac {B_{0}+B_{1}s}{A_{0}+A_{1}s}}.}
Skonstruowanie równania diofantycznego daje następującą zależność:
{\displaystyle {\begin{bmatrix}-1&1&0&0\\0&0&-1&1\\1&0&0&0\\0&0&1&0\end{bmatrix}}{\begin{bmatrix}A_{0}\\B_{0}\\A_{1}\\B_{1}\end{bmatrix}}={\begin{bmatrix}8\\12\\6\\1\end{bmatrix}}.}
Dwa dolne wiersze dają:
{\displaystyle A_{1}=1,}
{\displaystyle A_{0}=6,}
a dwa górne wiersze dają:
{\displaystyle B_{0}=14,}
{\displaystyle B_{1}=13.}
Ostatecznie poszukiwany regulator będzie miał następującą postać:
{\displaystyle C(s)={\frac {14+13s}{6+s}}.}

## Ograniczenia metody
Stosowanie metody równań wielomianowych może prowadzić do szeregu problemów. W szczególności należy rozważyć przypadek, gdy rząd układu nie jest wystarczający. Jeśli stopień wielomianu {\displaystyle K(s)} wynosi {\displaystyle n,} to wówczas stopień całego układu poddawanego syntezie będzie miał stopień {\displaystyle m+n.} Jeśli stopień regulatora nie jest wystarczająco wysoki, to dowolne przesuwanie wszystkich biegunów układu nie będzie możliwe. W teorii opisującej układy w przestrzeni stanu bieguny układu, które nie mogą być dowolnie lokowane, nazywa się biegunami niesterowywalnymi. Włączenie w układ regulatora, którego rząd jest niewystarczający, może sprawić, że jeden lub więcej biegunów układu stanie się niesterowalne.